# Evangelische Kirche Hagenau

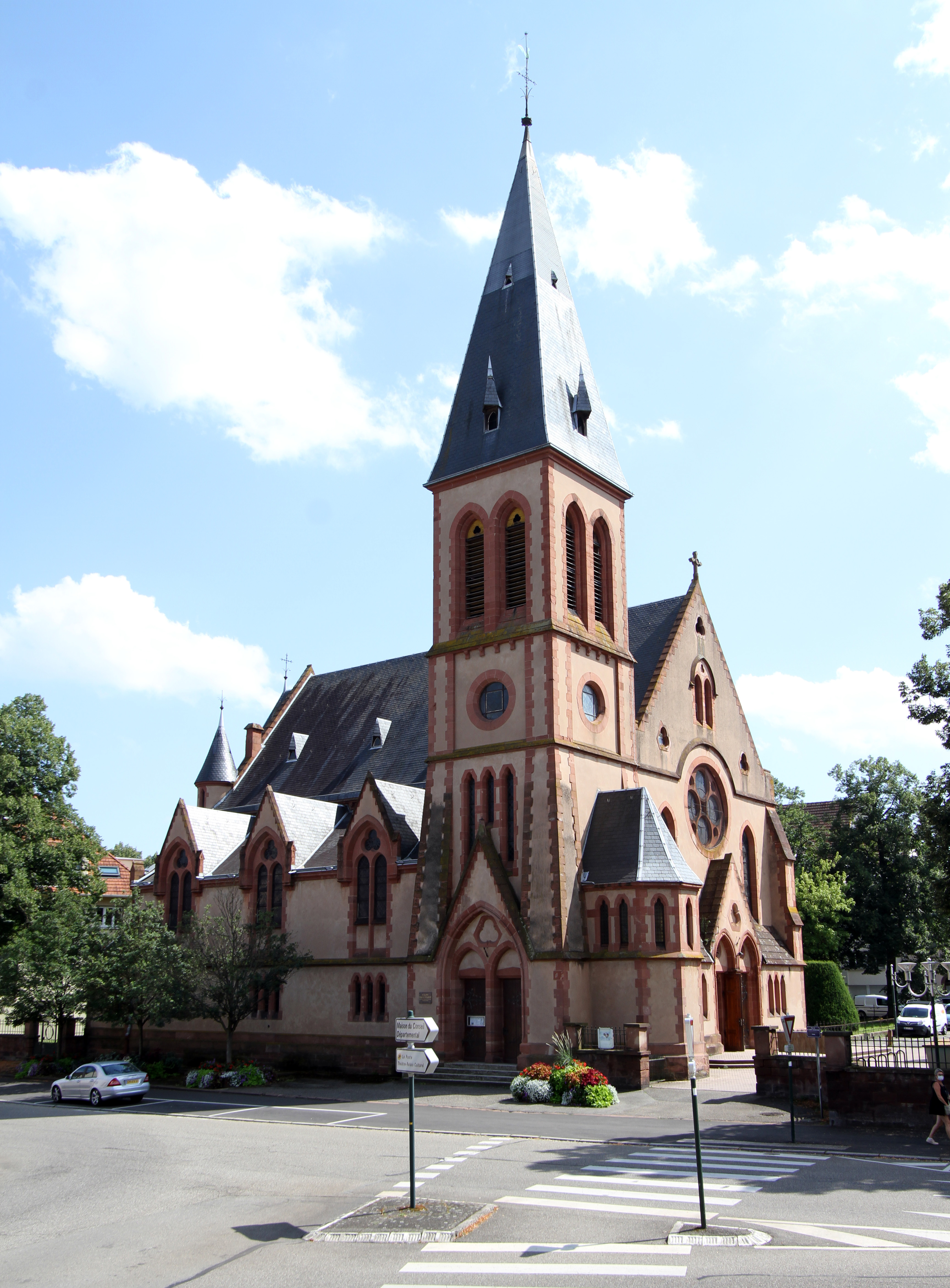
Evangelische Kirche Hagenau

Die Evangelische Kirche (französisch: Temple Protestant) in Hagenau, einer Stadt in der Europäischen Gebietskörperschaft Elsass, gehört der Protestantischen Kirche Augsburgischen Bekenntnisses von Elsass und Lothringen an. 

## Geschichte
In Hagenau existierte bereits seit dem mittleren 19. Jahrhundert eine protestantische Gemeinde. Als nach dem Deutsch-Französischen Krieg in Hagenau eine Garnison der preußischen Armee angelegt wurde, deren Angehörige mehrheitlich dem evangelischen Glauben angehörten, ergab sich die Notwendigkeit zur Errichtung einer protestantischen Militärpfarrei, als deren erster Pfarrer 1883 Franz Heindorf berufen wurde. Anstelle der zunächst geplanten Erweiterung der 1860 errichteten Kirche fiel die Entscheidung zugunsten eines repräsentativen Neubaus als Garnisonkirche, deren Entwurf durch Regierungsbaumeister Hertlein im preußischen Kriegsministerium ausgearbeitet wurde. Die Grundsteinlegung fand am 22. Oktober 1893, die Einweihung am 3. November 1895 statt.

## Architektur
Die ehemalige Garnisonkirche wurde als rechteckige Saalkirche mit polygonalem Altarraum und seitlich gesetztem Turmbau konzipiert, an den sich einseitig ein Seitenschiff anschließt. Der Kirchenraum ist tonnengewölbt, das Seitenschiff enthält eine Emporenanlage, die durch in den Dachbereich hineinreichende Lukarnen bzw. Zwerchhäuser belichtet ist.

## Orgel
Bei ihrer Fertigstellung im Jahr 1895 erhielt die Kirche eine Orgel mit 18 Registern aus der Werkstatt von Friedrich Weigle. 1980 wurde in das bestehende neugotische Prospekt unter Wiederverwendung einiger Register durch Gaston Kern ein neues Instrument mit 20 Registern und folgender Disposition eingebaut:
| Grand-Orgue C–f3 |               |    |
| 1.               | Montre        | 8′ |
| 2.               | Bourdon       | 8′ |
| 3.               | Prestant      | 4′ |
| 4.               | Flûte         | 4′ |
| 5.               | Doublette     | 2′ |
| 6.               | Cornet V (D)  |    |
| 7.               | Fourniture IV | 1′ |
| 8.               | Trompette     | 8′ |

| Positif intérieur C–f3 |                  |        |
| 09.                    | Bourdon          | 8′     |
| 10.                    | Prestant         | 4′     |
| 11.                    | Flûte à cheminée | 4′     |
| 12.                    | Nasard           | 2 ⁄3′  |
| 13.                    | Quarte de nasard | 2′     |
| 14.                    | Tierce           | 1 3⁄5′ |
| 15.                    | Fourniture III   | 1′     |
| 16.                    | Cromorne         | 8′     |

| Pédale C–g1 |           |     |
| 17.         | Bourdon   | 16′ |
| 18.         | Flûte     | 08′ |
| 19.         | Prestant  | 04′ |
| 20.         | Trompette | 08′ |

- Koppeln: II/I, I/P, II/P